# Cazorla
Cazorla är en kommun i Spanien. Den ligger i provinsen Provincia de Jaén och regionen Andalusien, i den södra delen av landet, 280 km söder om huvudstaden Madrid. Antalet invånare är 7 984.